# ماهی کمانگیر
ماهی کمانگیر (نام علمی: Toxotes) نام یک سرده از راسته سوف‌ماهی‌سانان است. این ماهی که بیشتر در مصب رودخانه‌ها یا در میان [جنگل‌های مانگرو] زندگی می‌کند، آب دهان خود را به سوی حشراتی که در خارج از آب، روی گیاهان نشسته‌اند، شلیک و آن‌ها را شکار می‌کند و می‌خورد. هدف‌گیری آن‌ها به اندازه‌ای استادانه است که معمولاً در این کار اشتباه نمی‌کنند. ماهی کماندار می‌تواند به حشرات یا جانورانی که تا ۳ متری بالای سطح آب نشسته‌اند، شلیک کند.